# Patrick Cowdell
36 (18 KO) – 6 – 0
Patrick Cowdell (Smethwick, 18 agosto 1953) è un ex pugile britannico.
Patrick "Pat" Cowdell (Smethwick, 18 agosto 1953) è un ex pugile britannico, noto per la sua carriera sia a livello amatoriale che professionistico. Ha rappresentato la Gran Bretagna nei Giochi Olimpici di Montréal 1976, vincendo la medaglia di bronzo nei pesi gallo.

## Carriera amatoriale
Cowdell ha avuto una brillante carriera amatoriale, vincendo quattro titoli ABA in tre categorie di peso: pesi gallo nel 1973, pesi leggeri nel 1975 e pesi piuma nel 1976 e 1977. Ha conquistato la medaglia d'oro ai Giochi del Commonwealth 1974 a Christchurch, Nuova Zelanda, e la medaglia di bronzo ai Campionati europei di pugilato dilettanti 1975 a Katowice, Polonia.

### Giochi Olimpici di Montréal 1976
Nei Giochi della XXI Olimpiade, Cowdell ha gareggiato nella categoria pesi gallo (-54 kg), ottenendo i seguenti risultati:
- **Sedicesimi di finale**: ha sconfitto Leszek Borkowski (Polonia) per 5-0
- **Ottavi di finale**: ha sconfitto Alejandro Silva (Porto Rico) per 5-0
- **Quarti di finale**: ha sconfitto Reynaldo Fortaleza (Filippine) per 4-1
- **Semifinale**: ha perso contro Gu Yong-Ju (Corea del Nord) per 1-4

Con questa prestazione, Cowdell ha conquistato la medaglia di bronzo nella categoria pesi gallo.

## Carriera professionistica
Cowdell è passato al professionismo nel luglio 1977. Ha ottenuto il titolo britannico dei pesi piuma nel 1979, dopo una controversa sconfitta iniziale contro Dave Needham, che ha poi battuto nella rivincita. Ha difeso con successo il titolo, guadagnandosi la cintura Lonsdale in proprietà.
Nel 1981, ha sfidato il campione del mondo WBC dei pesi piuma Salvador Sánchez a Houston, Texas. Nonostante sia stato messo al tappeto nel 15º round, Cowdell ha perso per decisione divisa, dimostrando il suo valore a livello mondiale.
Dopo aver vinto il titolo europeo dei pesi piuma nel 1982, si è ritirato temporaneamente nel 1983. È tornato sul ring nel 1984, conquistando il titolo europeo dei pesi superpiuma. Nel 1985, ha sfidato Azumah Nelson per il titolo mondiale WBC dei pesi piuma, ma è stato sconfitto per KO al primo round. Ha continuato a combattere fino al 1988, concludendo la carriera con un record di 36 vittorie (18 per KO) e 6 sconfitte.

## Dopo il ritiro
Dopo il ritiro, Cowdell ha organizzato eventi pugilistici a Birmingham e ha allenato diversi pugili, tra cui Neil Tidman, Richard Mazurek, Dougie Walton, Sean McKervey, Joe McCluskey e John Ruddock. Il suo allievo più noto è stato Jimmy Vincent, che ha sfidato due volte per il titolo britannico prima di ritirarsi nel 2005.

## Palmarès

### Dilettanti
- Medaglia d'oro ai Giochi del Commonwealth 1974 nei pesi gallo
- Medaglia di bronzo ai Campionati europei di pugilato dilettanti 1975 nei pesi gallo
- Medaglia di bronzo ai Giochi Olimpici di Montréal 1976 nei pesi gallo

### Professionisti
- Campione britannico dei pesi piuma (1979)
- Campione europeo dei pesi piuma (1982)
- Campione europeo dei pesi superpiuma (1984)